# گرگور روپرت
گرگور روپرت (اسلوونیایی: Gregor Ropret؛ زادهٔ ۱ مارس ۱۹۸۹) بازیکن والیبال اهل اسلوونی است.